# Cooperativa de Artes Shangri-La

## Cooperativa de Artes Shangri-La
A Cooperativa de Artes Shangri-La foi fundada em 1996 por Evânia Jacobino, Antonio Carlos Caparroz, Élcio Zaramello e Antonio Vanderley Carneosso, com a montagem da primeira peça teatral nomeada de “O Vale da Coisa Engraçada”.

Em 1996 participou de muitos eventos com apoio cultural da Prefeitura de Jundiaí, tendo montado na ocasião um grupo de dança com o mesmo nome.

Em 1997 a Shangri-lá faz parceria com a Escola Vasco Antonio Venchiarutti onde são montadas mais três peças teatrais e alguns eventos envolvendo coreografias.

Em 1998 é fundado oficialmente a Shakti Produções Teatrais com 26 elementos compondo um grupo de teatro que se apresentou em Jundiaí e Região, adquirindo muitos prêmios em diversos festivais.

Em 2001 é fundado a Cia Teatral Miríades, que faz parte do Centro Cultural Shakti.

Entre os anos de 2000 e 2003 foram feitas várias parcerias com Escolas Municipais em eventos como Brasil Itinerante e Circolando Escola.

Em 2004 é fundado o Centro Cultural Shakti com local próprio, participando da fundação Antonio Vanderley Carneosso, Élcio Zaramello, Camila Baptista de Abreu, Rodrigo de Oliveira e Roberto Vives Junior.

Entre 1996 e 2008 foram montadas mais de 40 peças teatrais, entre peças originais, consagradas e adaptações.